# Билозир, Лариса Николаевна
Лари́са Никола́евна Билози́р (укр. Лариса Миколаївна Білозір, урождённая Ку́чер; род. 24 сентября 1981, пгт. Тростянец, Винницкая область, Украинская ССР) — украинский политический деятель, народный депутат Верховной рады Украины IX созыва с 29 августа 2019 года.

## Биография
Родилась 24 сентября 1981 года в посёлке городского типа Тростянец Тростянецкого района в семье библиотекаря Натальи Афанасьевны и агронома Николая Ивановича Кучера.
После окончания школы поступила в институт международных отношений Киевского университета имени Тараса Шевченко, затем получила степень кандидата экономических наук. В дальнейшем обучалась в Международном институте менеджмента в Брюсселе, где получила квалификацию магистра бизнес-администрирования.
С 2004 года работала в структурах агропромышленного комплекса, бизнес-структурах и в социальной сфере.
На местных выборах в 2015 году была избрана депутатом Винницкого областного совета от партии «БПП «Солидарность». Была главой благотворительного фонда «Помощи онкобольным детям», в областном совете была главой постоянной комиссии по вопросам местного самоуправления и административно-территориального устройства и евроинтеграции. Возглавляет общественную организацию «Жизнь и развитие общин».
На досрочных парламентских выборах 2019 года избрана народным депутатом Верховной рады Украины IX созыва по избирательному округу № 15 (Мурованокуриловецький, Томашпольский, Тульчинский, Черневецкий и Шаргородский район) Винницкой области как самовыдвиженец среди 17 кандидатов, получив 30,09% голосов.
7 декабря 2020 года включена в список украинских физических лиц, против которых российским правительством введены санкции.
Супруг — Андрей, сын композитора Игоря Билозира и народной артистки Украины Оксаны Билозир, двое детей.